# Adriana Cavarero
Adriana Cavarero (Bra, 7 maggio 1947) è una filosofa e storica della filosofia italiana.

## Biografia
Nasce a Bra (in provincia di Cuneo) nel 1947. Trascorre la sua adolescenza a Torino e, successivamente, a Verona. Si laurea con lode in Filosofia e lavora all'Università degli Studi di Padova, sino al 1984. Insieme a Luisa Muraro è tra le fondatrici della comunità filosofica veronese «Diotima» (1984) che trae il suo nome dalla figura di Diotima di Mantinea, indicata da Socrate come propria fondamentale maestra nelle pagine del Simposio platonico, da cui si dimette nel 1990. Attualmente insegna Filosofia politica all'Università degli Studi di Verona ed è Visiting Professor presso la New York University. Fa parte inoltre del comitato scientifico di «Biennale Democrazia».
I suoi interessi spaziano dal pensiero antico a quello moderno e contemporaneo, soprattutto nella loro valenza politica. Gli aspetti che influenzano il suo approccio alla tradizione filosofica sono due: il "pensiero della differenza sessuale" come prospettiva teorica che va a decostruire il testo occidentale da un punto di vista femminista e il pensiero di Hannah Arendt, utilizzato nelle sue categorie più innovative, come quella di nascita, unicità, azione e narrazione. Alla solitaria astrattezza del Soggetto filosofico, così come alla sua imprendibile frammentazione postmoderna, viene contrapposta l'unicità concreta, incarnata e sessuata dell'essere umano che si genera nelle relazioni plurali, concrete e corporee, con gli altri esseri umani.

## Scritti

### Libri
- Dialettica politica in Platone, Padova, CEDAM, 1974
- Platone: il filosofo e il problema politico. La Lettera VII e l'epistolario, SEI, 1976
- La teoria politica di John Locke, Ed.Universitarie, 1984
- L'interpretazione hegeliana di Parmenide, «Quaderni di Verifiche», 1984
- Nonostante Platone. Figure femminili nella filosofia antica, Editori Riuniti, 1990, seconda edizione 1999 (German translation: Platon zum Trotz, Rotbuch, Berlin 1992. English translation: In Spite of Plato, Polity, Cambdrige 1995, and Routledge, New York 1995)
- Corpo in figure, Feltrinelli, 1995 (English translation: Stately Bodies, Michigan University Press, Chicago 2002)
- Platone. Lettera VII, Repubblica: libro VI, Società Editrice Internazionale, 1995
- Tu che mi guardi, tu che mi racconti, Feltrinelli, 1997 (English translation: Relating Narratives, Routledge, London 2000)
- Le filosofie femministe, con Franco Restaino, Paravia Scriptorium, 1999
- A più voci. Filosofia dell'espressione vocale, Feltrinelli, 2003 (traduzione inglese: For More than One Voice, Stanford U.P., Stanford 2005)
- Orrorismo. Ovvero della violenza sull'inerme, Feltrinelli, 2007 (traduzione inglese: Horrorism: Naming Contemporary Violence, Columbia U.P., New York 2008) (traduzione spagnola: Horrorismo. Nombrando la violencia contemporánea, Editorial Anthropos, Barcelona 2009). Nuova edizione, Castelvecchi Editore, 2022, Roma.
- Inclinazioni. Critica della rettitudine, Raffaello Cortina Editore, 2014
- Platone, Raffaello Cortina Editore, 2018
- Democrazia Sorgiva. Note sul pensiero politico di Hannah Arendt, Raffaello Cortina Editore, 2019
- Le filosofie femministe, con Franco Restaino, Pearson, 2022, ISBN 9788891930958
- Tu che mi guardi tu che mi racconti, Castelvecchi, 2022.

### Saggi
- Politica e ideologia dei partiti in Inghilterra secondo Hume, in AA.VV., Per una storia del moderno concetto di politica, Cleup, Padova 1977, pp. 93–119.
- Giacomo I e il Parlamento: una lotta per la sovranità, in AA.VV., Sovranità e teoria dello Stato all'epoca dell'Assolutismo, Istituto dell'Enciclopedia Italiana, Roma 1980, pp. 47–89.
- Hume: la politica come scienza, in AA.VV., Il politico. Da Hobbes a Smith, Feltrinelli, Milano 1982, vol. II, pp. 705–715.
- Il principio antropologico in Eraclito, in AA.VV, Itinerari e prospettive del personalismo, IPL, Milano 1987, pp. 311–323.
- La teoria contrattualistica nei "Trattati sul Governo" di John Locke, in AA.VV., Il contratto sociale nella filosofia politica moderna, Il Mulino, Bologna 1987, pp. 149–190, seconda edizione Franco Angeli, Milano 1993.
- Per una teoria della differenza sessuale, in AA.VV., Diotima. Il pensiero della differenza sessuale, La Tartaruga, Milano 1987, pp. 43–79.[1]
- L'elaborazione filosofica della differenza sessuale, in AA.VV., La ricerca delle donne, Rosemberg e Sellier, Torino 1987, pp. 173–187.[2]
- Platone e Hegel interpreti di Parmenide, in AA.VV., La scuola Eleatica, Macchiaroli, Napoli 1988, pp. 81–99. (vol. XLIII, La parola del passato).
- Dire la nascita, in AA.VV., Diotima. Mettere al mondo il mondo, La Tartaruga, Milano 1990, pp. 96–131.[3]
- Die Perspective der Geschleterdifferenz, in AA.VV., Differenz und Gleicheit, Ulrike Helmer Verlag, Frankfurt 1990, pp. 95–111.
- (EN) Equality and Sexual Difference: the Amnesias of Political Thought, in Equality and Difference: Gender Dimensions of Political Thought, Justice and Morality, edited by G.Bock and S.James, Routledge, London 1991, pp. 187–201.
- Il moderno e le sue finzioni, in AA.VV., Logiche e crisi della modernità, Bologna: Il Mulino 1991, pp. 313–319.
- La tirannia dell'essere, in AA.VV., Metamorfosi del tragico fra classico e moderno, Laterza, Bari-Roma 1991, pp. 107–122.
- B. HEAD, Una questione di potere, EL, Roma 1994, pp. VII-XVIII. Introduzione
- Forme della corporeità, in AA.VV., Filosofia, Donne, Filosofie, Milella, Lecce 1994, pp. 15–28.
- (ES) Figures de la corporeitat, in AA.VV., Saviesa i perversitat: les dones a la Grècia Antiga, coordinaciò de M. Jufresa, Edicions Destino, Barcelona 1994, pp. 85–111.
- Parricidio o matricidio simbolico?, in Al crepuscolo del padre, a cura di Graziano Martignoni, Edizioni Alice, Comano 1994, pp. 75–85.
- Un soggetto femminile oltre la metafisica della morte, in AA.VV., Femminile e maschile tra pensiero e discorso, Labirinti 12, Trento 1995.
- La passione della differenza, in AA.VV., Storia delle passioni, Laterza, Roma-Bari 1995, pp. 279–313.
- Il corpo e il segno. Un racconto di Karen Blixen, in Scrivere, vivere, pensare, La Tartaruga, Milano 1997, pp. 39–50.
- (DE)  Schauplatze der Einzigartigkeit, in Phanomenologie and Geschlechterdifferenz, herausgegeben von Silvia Stoller und Helmuth Vetter, WUV-Universitatsverlag, Wien 1997, pp. 207–226.
- Il pensiero femminista. Un approccio teoretico, in Le filosofie femministe, Paravia, Torino 1999, pp. 111–164.
- Note arendtiane sulla caverna di Platone, in Hannah Arendt, a cura di Simona Forti, Bruno Mondadori, Milano 1999, pp. 60 –83.
- L'altro 'necessario': per un'etica altruistica del riconoscimento, in L'io ferito e l'altro, Consultorio familiare di via Milano, Brescia 1999, pp. 17–28.
- Le tentazioni del doppio, in Etica della ricerca biologica, a cura di Cosimo Marco Mazzoni, Olschki, Città di Castello 2000, 225-232.[4]
- Edipo e altre storie, in Qui ed ora...con me, a cura di Mariella Pierri, Bollati Boringhieri, Torino 2001, pp. 291–305.
- L'identità altruistica, in Identità personale. Un dibattito aperto, Loffredo, Napoli 2001, pp. 235–254.
- (EN)  The Envied Muse: Plato versus Homer, in Cultivating the Muse, edited by Efrossini Spentzou and Don Fowler, Oxford University Press, Oxford 2002, pp. 47–67.

### Articoli su giornali e periodici
- Platone e la democrazia, in Verifiche, 3/4 (1973), pp. 128–135.
- L'hegelismo di Lukacs: nota sul dibattito italiano, in Verifiche, 2/3(1976), pp. 260–282.
- Storia comprendente o teoria politica?, in Il Centauro, 3(1981), pp. 188–194.
- Tecnica e mito secondo Platone, in Il Centauro, 6(1982), pp. 3–17.
- Rappresentazione e restituzione dell'immagine. Platone sui nomi, in Il Centauro, 15 (1985), pp. 132–153.
- Il Platone di Voegelin, in Verifiche, 4 (1986), pp. 449–462.
- Pace e libertà nel pensiero politico di Thomas Hobbes, in Per la filosofia, 9(1987), pp. 73–79.
- Essere presso di sé: noi che non fummo ad Itaca, in DWF, 4(1987), pp. 11–16.
- Il bene nella filosofia politica di Platone e di Aristotele, in Filosofia politica, 2(1988), pp. 298–321.
- Politica presso i Greci, in Filosofia politica, 1(1989), pp. 41–50.
- La verità della vita: Arendt e Jaspers, in Il Mulino, 3(1989), pp. 532–540.
- "Epaileva emansipaatio", in Politiikka, 4(1989), pp. 244–257.
- Il modello democratico nell'orizzonte della differenza sessuale, in Democrazia e diritto, 2(1990), pp. 221–241.
- (DE)  Und die Magd lachte, in Themen der Philosophie, 4(199O), pp. 95–107.
- Il posto della politeia nel costituzionalismo di Charles McIlwain, in Filosofia politica, 2(1991), pp. 271–282.
- Hannah Arendt: la libertà come bene comune, in Democrazia e diritto, 5-6(1991), pp. 161–183.
- Il corpo politico come organismo, in Filosofia politica, 3(1993), pp. 391–414.
- La figura dell'amore nel pensiero di Luce Irigaray, in Segni e comprensione, 22(1994), pp. 34–39.
- Maria Zambrano e Antigone, in Il Segnale, 41(1995), pp. 25–30.
- (EN)  Thinking Difference, in Symposium, XLIX/2(1995), pp. 120–129.
- (EN)  Regarding the Cave, in Qui parle, 10/1(1996), pp. 1–20.
- Etica dell'irripetibile, in Micromega. Almanacco di Filosofia 1997, pp. 91–99".
- Femminismo e pragmatismo. Risposta a Rorty, in Micromega, 1(1997), pp. 172–179.
- (EN)  Birth, Love, Politics, in Radical Philosophy, 86(1997), pp. 19–23.
- Politica delle voci, in Micromega. Almanacco di Filosofia, 1999, pp. 114–126.
- Ombre di scrittura, in Intersezioni, 3(1999), pp. 323–337.
- Ben più che parole, in Politeia, 58(2000), pp. 88–93
- Il locale assoluto, in Micromega. Almanacco di Filosofia, 2001, pp. 64–73
- (EN)  Politicizing Theory, in Political Theory, 30(2002), pp. 506–532.
- L'orecchio di Nancy, in Aut aut, 316-317 (2003), pp. 68–76.
- (ES)  Opowiedz mi moja Historie, in Pamietnik Literacki, 95(2004), pp. 5–41.
- (ES)  Italo Calvino y el oìdo del rey, in Revista de Filosofìa, 60(2004), pp. 109–115.
- (con Judith Butler), Condizione umana contro "natura", in MicroMega, Almanacco di Filosofia, 4 (2005), pp. 135–146.